# Élection de Miss Italie 1984
L'élection de Miss Italie 1984 est la quarante-deuxième édition de l'élection du concours de beauté national italien Miss Italie. Le concours s'est déroulé sur trois jours, les 31 août, 1er et 2 septembre 1984 dans la commune de Salsomaggiore Terme, dans la province de Parme. L'évenement a vu le couronnement de Susanna Huckstep, alors âgée de 15 ans, qui devient alors la plus jeune Miss Italie de l'histoire.
L'évenement, télédiffusé en direct sur la chaîne de télévision Canale 5, a été animé par les animateurs de télévision Michele Gammino et Ettore Andenna, sous la direction du président du comité Miss Italie Enzo Mirigliani.